# Уорт, Николас
Николас Уорт (англ. Nicholas Worth) (4 сентября 1937, Сент-Луис — 7 мая 2007, Ван-Найс) — характерный американский актёр, игравший обычно брутальных «неотёсанных» персонажей в кино, на телевидении, в видеоиграх.

## Биография
Уорт родился в 1937 году в Сент-Луисе. В 1962—1965 годах служил в воздушно-десантных войсках. Сниматься в кино начал поздно, первой серьёзной работой стала роль в фильме «Всё ради Пита» (1968). Его хулиганская, нарочито вычурная работа в малобюджетном фильме ужасов «Не отвечай по телефону!» (1980), в котором он сыграл роль убийцы-лунатика, вызвала восхищение фанатов жанра, и Уорт был замечен, получив за роль брутального порноманьяка-импотента (как и сам Уорт, ветерана Вьетнамской войны) приз на Каталонском кинофестивале.
Звёздным часом в кино для Николаса Уорта стала роль Бруно в экранизации комикса «Болотная тварь» 1982 года. Известный мастер жанра ужасов Уэс Крэйвен признавался после, что работа с Уортом на съёмках фильма «Болотная тварь» стала одной из удач в его творческой карьере.
Из других работ Уорта в кино можно отметить небольшую роль бандита в фильме «Голый пистолет» (1988), роль в фильме «Нет выхода» (1987), участие в телесериале «Рыцарь дорог», а также роль Паули, одного из приспешников Ларри Дрейка в экранизации комикса «Человек тьмы» (1990).
Снялся в небольшой роли в телесериале «Звёздный путь: Вояджер». В середине 1980 — начале 1990-х годов Уорт появлялся в сериале «Ночной суд».
Уорт широко известен своими ролями персонажей видеоигр, особенно в серии игр Command & Conquer. Уорт воплотил образы генерала Нодов — Марзака в C&C: Tiberian Sun (1999) и премьер-министра СССР Александра Романова в С&C: Red Alert 2 (2000) и Yuri’s Revenge (2001). Также исполнил роль ментата Атрейдесов в Emperor: Battle for Dune (2002) и комиссара Лебера в FMV-квесте Gabriel Knight 2: The Beast Within (1996). Участвовал в озвучивании игры Freedom Fighters (2003), что стало его последней работой.
Уорт страстно увлекался бодибилдингом и пауэрлифтингом. Скончался в мае 2007 года после сердечного приступа.

## Фильмография
- 1980 — Не отвечай по телефону!
- 1986 — Перевал разбитых сердец
- 1986 — Вооружён и опасен
- 1990 --- Человек тьмы
- 1991 — Кровь и бетон: История любви
- 1993 — Лучшие из лучших 2
- 1994 — Восхождение тёмного ангела
- 1995 — Голографический человек
- 1996 — Не называй меня малышкой

## Награды
В 1980 году на Кинофестивале в Сиджесе (Каталония) Николас Уорт получил приз как лучший актёр, за работу в фильме «Не отвечай по телефону!» (1980).